# Holy Cross Convent Schule
Die Holy Cross Convent Primary School ist eine katholische Primarschule in Windhoek, Namibia mit zurzeit (Stand 2025) 472 Schülern. Obwohl die Schule unter katholischer Leitung steht, ist sie für Angehörige aller Religionsgemeinschaften offen. Die Schule definiert sich über ihre multi-ethische, christliche Kultur und die Werte des Evangeliums.

## Geschichte
Die Schule wurde 1906 von Hünfelder Oblaten als Mädchenschule mit zunächst sieben Schülerinnen gegründet und ab 1909 von deutschen Nonnenwerther Franziskanerinnen als „Höhere Töchterschule“ weitergeführt, im Jahr 1919 bereits mit 125 Schülerinnen. Bis in die 20er Jahre entwickelte die Schule einen guten Ruf in Windhoek, sowohl für den akademischen als auch kulturellen Bereich.
1921 wurde die Schule von den Schwestern vom Heiligen Kreuz übernommen und in „Heiligkreuz Convent Schule“ umbenannt. Auch mit Unterstützung durch die deutsche Regierung erfolgte zwischen 1934 und 1937 die Einweihung eines Schwimmbades, einer neuen Küche sowie zusätzlicher Klassenräume. Während des Zweiten Weltkrieges wurden die Schulgebäude durch die Südafrikanische Polizei genutzt.
1951 erfolgte die Anerkennung durch das namibische Erziehungsministerium, verbunden mit der Umbenennung auf den heutigen Namen und der Einführung von Englisch als registrierter Unterrichtssprache. Im Jahr 1954 besuchten bereits 364 Schülern die Schule und ein Neubau für den gymnasialen Teil konnte eingeweiht werden. Seit den 1960er Jahren wurden zusätzliche Lehrer mit dem Unterricht betraut, da die Anzahl der unterrichtenden Schwestern nicht mehr ausreichte. Im Jahr 1977 wurde entgegen der zu jener Zeit aktuellen, politisch gewollten Rassentrennung ein Schulzugang für alle Bevölkerungsgruppen durch die kirchlichen Schulträger erlaubt, der zur Einstellung der staatlichen Schulunterstützung und zum Ausschluss ihrer Schüler aus lokalen Sportwettkämpfen führte. Der Verlust der staatlichen Unterstützung konnte jedoch durch Spenden ausgeglichen werden.
Mitte der 1980er Jahre wurde die Schule wieder durch das Erziehungsministerium anerkannt, was mit einer erneuten staatlichen Unterstützung verbunden war. Beginnend mit dem Jahr 1985 wurde der gymnasiale Zweig aufgegeben und stattdessen eine Vorschule eingeführt, gleichzeitig begann der deutschsprachige Unterricht auszulaufen. Heute wird ein ganztägiger Unterricht vorwiegend für Grundschüler angeboten, Deutsch ist in den Klassen 5 bis 7 immer noch Lehrfach.
Die Schule wurde seit ihrer Gründung stark von der Katholischen Kirche in Deutschland gefördert und ist heute eine Einrichtung des Erzbistums Windhoek.

## Quelle
- Offizielle Website der Holy Cross Convent Schule (englisch)